# Steen & Strøm
Steen & Strøm ist ein skandinavisches Einzelhandels- und Immobilien-Unternehmen, was insgesamt derzeit 56 Einkaufszentren in Norwegen, Dänemark und Schweden betreibt. 2006 hatte das Unternehmen in den Einkaufszentren 3300 Franchisenehmer mit einem Gesamtumsatz von etwa 40 Milliarden norwegischen Kronen.
Die Gruppe gliedert sich in Steen & Strøm Norge AS, Steen & Strøm Danmark A/S und Steen & Strøm Sverige AB. Bis zum 31. Dezember 2009 besaß sowie betrieb und verwaltete Steen & Strøm insgesamt 30 Einkaufszentren beziehungsweise Kaufhäuser in Norwegen, 9 in Schweden und 17 in Dänemark.
Klépierre und ABP Pension Fund kaufte am 28. Juli 2008 Steen & Strøm für 21,9 Milliarden norwegische Kronen. Klépierre besitzt 56,1 Prozent des Unternehmens, während ABP Pension Fund 43,9 Prozent hält. Steen & Strøm Gruppe hatte zum 31. Dezember 2009 456 Mitarbeiter.
Das Unternehmen führt nach eigenen Angaben ein umfangreiches Programm zu ökologischer und sozialer Verantwortung sowie engagiert sich mit klar definierten Zielen zum Umweltschutz und Ökonomie. Dies bedeutet, dass alle Zentren seit 2010 eine Umwelt-Zertifizierung haben. Die norwegischen Zentren sind ein Mitglied des Svanens innkjøperklubb, und der gesamte Strom kommt aus erneuerbaren Energiequellen. Das Unternehmen hat für seine Mitarbeiter ein E-Learning-Programm ins Leben gerufen.

## Geschichte

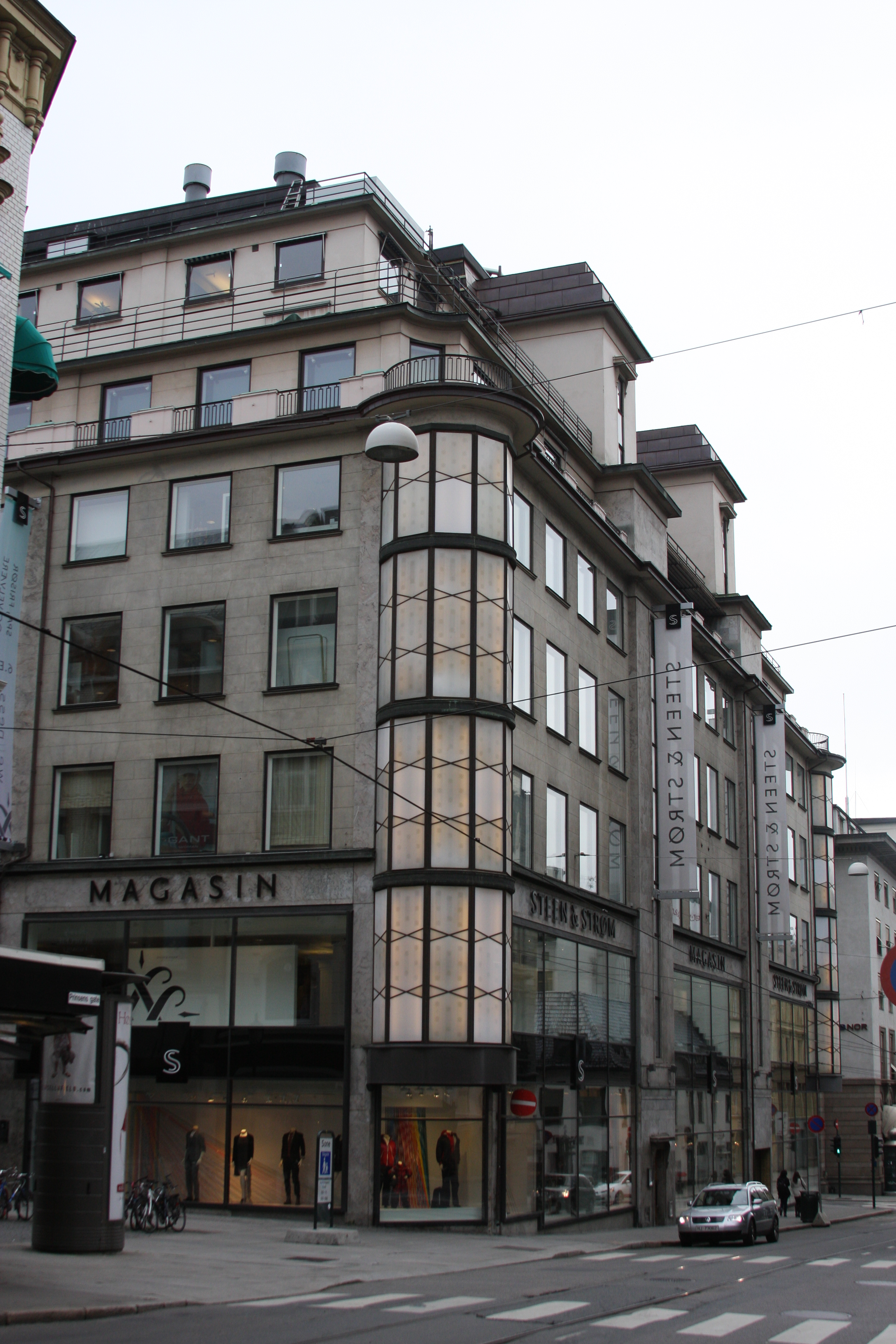
Das Steen & Strøm Magasin war lange Zeit das Haupthaus und ist immer noch Kaufhaus und Einkaufszentrum von Steen & Strøm in Oslo.

Samuel Strøm hatte schon 1797 ein Lebensmitteleinzelhandel in Kristiania gegründet. Als er im Jahre 1818 starb, wurde das Geschäft von seiner Witwe Else Strøm weitergeführt, bis dann ihr gemeinsamer Sohn Christian Strøm es 1829 übernahm. 1856 kurz vor seinem Tod, gab Christian Strøm an seinen Neffen und Adoptivsohn Samuel Strøm, Jr. und den Ehemann seiner Adoptivtochter Emil Steen weiter. Das Unternehmen unter dem Namen Steen & Strøm entstand 1858, als Emil Steen und Samuel Strøm ihre Firmen zu einer Gesellschaft zusammenschlossen. Samuel Strøm junior starb schon 1876 und Emil Steen brachte die Witwe Augusta Strøm 1919 als neuen Partner in das Unternehmen. 1884 übernahmen die Nachkommen Christian Steen, Johan Steen und Christian Strøm die Firma als Partner. Deren Nachkommen Erling Steen und Eyvind Strøm zogen 1914 sowie Nils Steen 1919 als Teilhaber in das Unternehmen ein und in den 1930er Jahren übernahmen die drei schließlich die Firma gemeinsam. Emil Steen, ein weiteres Familienmitglied, war nur ein Vorstandsmitglied, aber dessen Sohn Christian Steen wurde 1964 Vorstandsvorsitzender des Unternehmens.
1874 eröffnete das Unternehmen am Kongens gate 23 in Kristiania, das erste Kaufhaus das Steen & Strøm Magasin in einem großen Neubau mit Einkaufsmöglichkeiten auf vier Etagen. Das Gebäude wurde vom Architekten Paul Due gebaut, brannte aber 1929 nach einem Brand komplett aus. Nach dem Brand wurde das heutige noch existierende Kaufhaus Steen & Strøm Magasin von Steen & Strøm mit fünf Etagen und drei Kellergeschossen auf dem Gelände nach einem Entwurf des Architekten Ole Sverre errichtet und 1930 fertiggestellt. Das neue Gebäude lehnte sich an Vorbilder damaliger großer moderner Kaufhäuser in Paris an und hatte einem offenen ovalen zentralen Raum als Mittelpunkt unter einen Glasdach. Des Weiteren hatte diese Kaufhaus in Oslo die erste Rolltreppen in Norwegen. Das Gebäude ist heute immer als Steen & Strøm Magasin ein Kaufhaus und Einkaufszentrum des Unternehmens. Seitdem wurden vermehrt weitere neue und moderne Kaufhäuser und Einkaufszentren in verschiedenen nördlichen Ländern gebaut, und die Kette gilt als eine der größten in Skandinavien.
In den 1990er Jahren stieg nach finanziellen Problemen der Kette der Investor Petter Stordalen in das Unternehmen ein, der zuvor bei dem großen Einkaufszentrum City Syd in Trondheim tätig war. 1992 übernahm er schließlich Steen & Strøm. 1996 verkaufte Stordalen nach erneuten Engpässen seine Anteile gezwungenermaßen an Stein Erik Hagen, der schon zuvor bei Steen & Strøm als Gesellschafter beteiligt war.
Seit der Übernahme hielt Hagen bis Ende 2008 über sein Family Office Canica große Anteile (49,9 Prozent) zu Steen & Strøm.
Das Unternehmen wurde von 1994 bis 2007 an der Osloer Börse gelistet.

## Steen & Strøms neue Eigentümer
2008 wurde das Unternehmen für 21,9 Milliarden norwegische Kronen verkauft an Klépierre (56,1 Prozent) und ABP Pension Fund (43,9 Prozent). ABP Pension Fund ist nach der Bilanzsumme Europas größte Investmentgesellschaft, die fast so groß ist, wie die norwegischen Öl-Fonds. Die Bilanzsumme von ABP Pension Fund beträgt etwa 1650 Milliarden norwegische Kronen beziehungsweise 35 Milliarden Euro.